# Carychium mexicanum
Carychium mexicanum är en snäckart som beskrevs av Henry Augustus Pilsbry 1891. Carychium mexicanum ingår i släktet Carychium och familjen Carychiidae. Inga underarter finns listade i Catalogue of Life.